# 张诚达
张诚达（？—），男，宁夏西吉人，中国道士，现任中国道教协会副会长，山东省道教协会会长、泰山碧霞祠住持，第十三届全国政协委员。